# Crataegus sororia
Crataegus sororia — вид квіткових рослин із родини трояндових (Rosaceae).

## Біоморфологічна характеристика
Це кущ 20–30 дм заввишки. Гілочки ± гнучкі; молоді оливково-зелені, запушені, 1-річні червонувато-коричневі, запушені, старші темно-сіро-бурі, голі; колючки на гілочках прямі або загнуті, 2-річні темно-сіро-коричневі, тонкі, 3–4 см. Листки: ніжки листків 20–25% від довжини пластини, крилаті дистально, запушені, сидячо-залозисті; пластини від широко еліптичної до круглої форми, 1.5–4 см, основа послаблена, часток по 1 або 2 з боків, верхівки часток гострі, краї зубчасті, верхівка тупа, нижня поверхня гола, верх ворсистий молодим, потім ± голий. Суцвіття 3–6-квіткові. Квітки 15 мм у діаметрі; чашолистки вузько трикутні, 4 мм; тичинок 20; пиляки кольору слонової кістки, рожево-пурпурові або червоні. Яблука червонувато-помаранчеві, майже кулясті, 12–18 мм у діаметрі, рідко волохаті. Період цвітіння квітень; період плодоношення: вересень і жовтень.

## Ареал
Ендемік південного сходу США (Алабама, Джорджія, Південна Кароліна).
Населяє відкриті чагарники; росте на висотах 50–200 метрів.